# La luna en el espejo
Pour les articles homonymes, voir La Luna.
Pour plus de détails, voir Fiche technique et Distribution.
La luna en el espejo est un film dramatique chilien réalisé par Silvio Caiozzi, sorti en 1990.

## Fiche technique
- Titre français : La luna en el espejo
- Réalisation : Silvio Caiozzi
- Scénario : Silvio Caiozzi et José Donoso
- Photographie : Nelson Fuentes
- Production : Silvio Caiozzi
- Pays d'origine : Chili
- Date de sortie : 1990

## Distribution
- Gloria Münchmeyer : Lucrecia
- Rafael Benavente : Don Arnaldo
- Ernesto Beadle : El Gordo

## Récompense
- Coupe Volpi de la meilleure interprétation féminine pour Gloria Münchmeyer à la Mostra de Venise 1990